# 엘루이즈
엘루이즈(영어: Eloise)는 대한민국의 post-punk밴드이다.

## 밴드의 특징
엘루이즈의 밴드명은 the million dollar hotel (wim wenders작)의 등장인물 eloise에서 차용한 것이다.
장르적으로는 포스트 펑크(post-punk)와 슈게이즈(shoegaze)의 사운드 방법론이 결합된 형태의 음악. 노이즈와 멜로디가 헝클어져 뒤섞여 있되 최종적으로는 이를 통제해 확실한 형태로 가공하는 음악을 지향한다. 멤버들은 아래와 같은 요소들을 공유하며 그러한 사운드·비주얼적 융합을 구현하려 노력하고 있다.
- Terayama Shuji, Koji Wakamatsu, Toshio Matsumoto를 위시한 ATG(Art Theater Guild)의 구성원들 및 Vito Acconci, Nick Zedd, Richard Kern 등 뉴욕 언더그라운드 전위 필름 메이커들에 대한 관심
- Aunt Sally, Swell Maps, Wire의 서브컬쳐적 영향
- My Bloody Valentine의 기타 노이즈·텍스쳐에 대한 중요성의 자각
- Otomo Yoshihide, Tetsuzi Akiyama, Keiji Haino, Loren Connors, Jim O'rourke, Jandek 등 즉흥·전위 음악가들의 영향과 동경.

## 발매작
- 1.49 (digital single, 2009), video 1 ep (2011)